# Maaseik
Maaseik (limbursky Mezeik) je belgické město a správní centrum jednoho z arrondissementů provincie Limburk ve Vlámském regionu. Leží na řece Máze, která tvoří hranici s Nizozemskem. Obec Maaseik zahrnuje kromě vlastního Maaseiku bývalé obce Neeroeteren a Opoeteren.

## Historie

### Počátky města
Nejstarší část obce je pravděpodobně vesnice Aldeneik (česky „starý dub“), kde kolem roku 700 franský hrabě Adelard založil benediktinský klášter.
Jeho dvě dcery Herlinda a Relinda se staly abatyšemi tohoto kláštera a později byly prohlášeny za svaté.
Kolem kláštera brzy vznikla malá osada.
Kolem roku 870 klášter značně poškodili Normané.
V 10. století se Aldeneik stal součástí biskupství Lutych a byla zde zřízena kapitula s dvanácti kanovníky.

### Středověk
Několik kilometrů jihozápadně od Aldeneiku začala vznikat nová osada jménem Nieuw-Eyck („nový dub“) a později Maaseik.
Roku 1244 se Maaseik stal samostatnou farností a získal městská práva.
Patřil hrabství Loon a později se stal jedním z 23 nejvýznamnějších měst biskupství Lutych, kterým byl udělen titul „bonne ville“.
Vzhledem k dobré strategické poloze byl Maaseik opevněn hradbami a příkopy.
Toto opevnění zboural Karel Smělý roku 1467 po povstání měšťanů proti lutyšskému knížeti-biskupovi.

### Novověk
V 16. století bylo znovu vybudováno opevnění, které o století později zesílil francouzský vojenský architekt Vauban.
Po ústupu Francouzů roku 1675 však byly vojenské objekty postupně rozebírány a dodnes se zachovaly už jen názvy původních bran (např. Bospoort, Maaspoort).
V 16. století a na začátku 17. století Maasseik ekonomicky prosperoval díky výhodné poloze mezi Lutychem a mořem.
Obchodní aktivita byla silná do druhé poloviny 17. století, kdy začala slábnout regionální moc Lutychu.
Roku 1684 byla třetina města zničena požárem, což urychlilo jeho úpadek.
Průmyslová revoluce v 19. století se Maaseiku příliš nedotkla.
Jeho centrum si uchovalo architektonickou jednotu až do první světové války.
Dnes Maaseik slouží především jako regionální centrum a nabízí nákupní, vzdělávací a zdravotnické služby pro své okolí.

## Zajímavosti
- V kostele svaté Kateřiny (Sint-Catharinakerk) je uložena nejstarší kniha evangelií v Beneluxu Codex Eyckensis, pocházející ze 7. nebo 8. století.
- Na hlavním náměstí se nachází socha nejslavnějších rodáků města Jana a Huberta van Eyckových. Stálá expozice jejich děl je umístěna v nedalekém františkánském klášteře, který vlastní také zmenšený model města roku 1672.
- Museactron zahrnuje regionální archeologické muzeum, lékárnické muzeum a pekařské muzeum.
- Dvanáct z původních šestnácti vodních mlýnů v okolí města je ve velmi dobrém stavu a stále se využívá k výrobě mouky a k řezání dřeva.

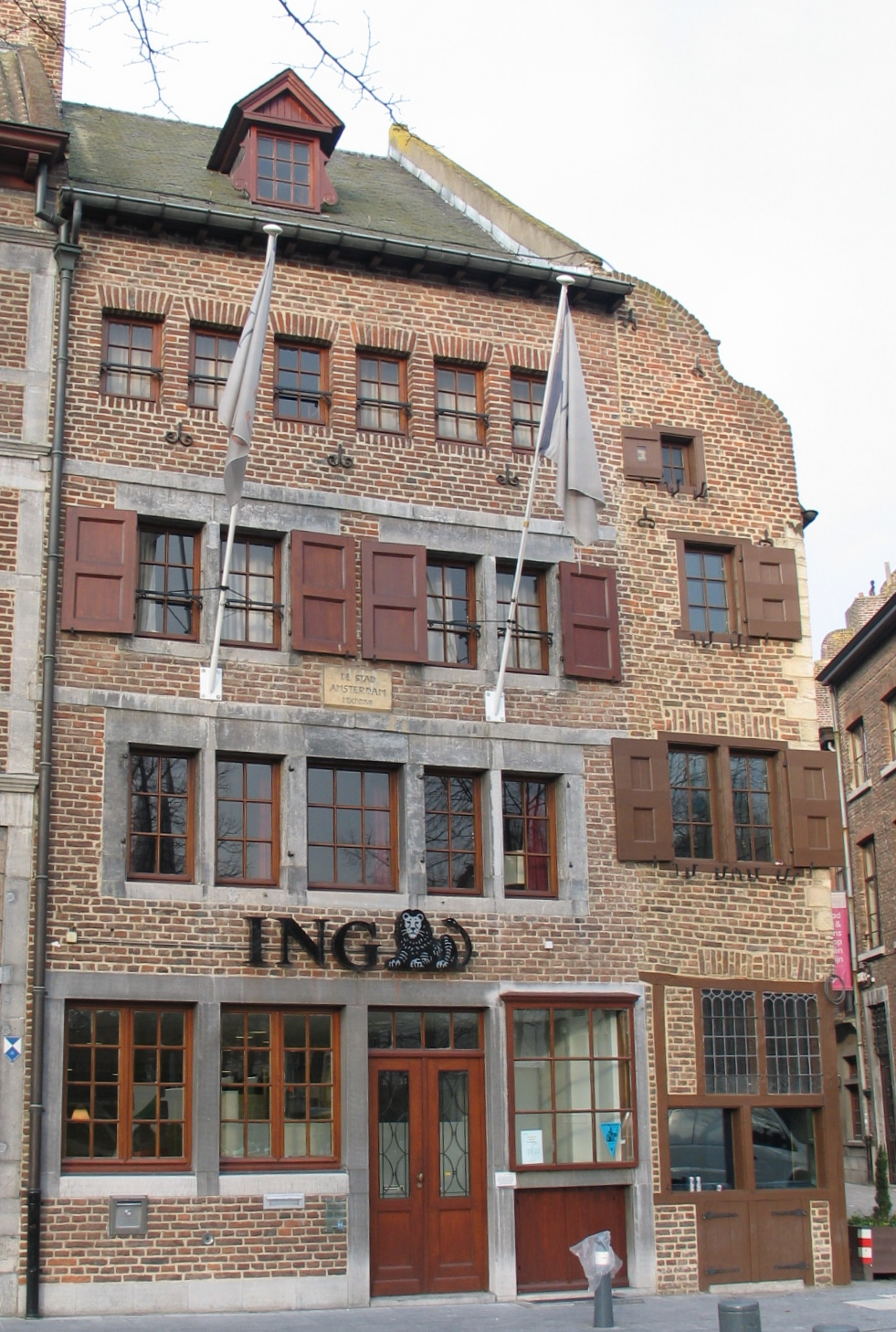
Dům De Stadt Amsterdam
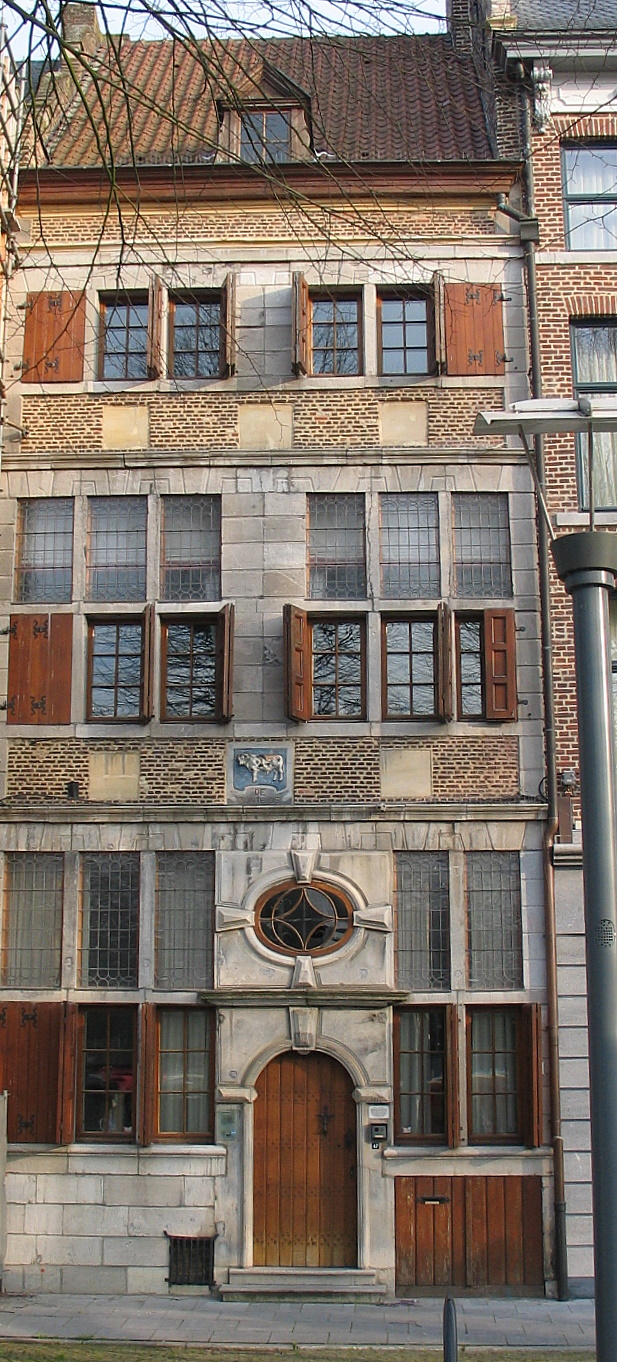
De Bonte Os (17. století)

## Významné osobnosti

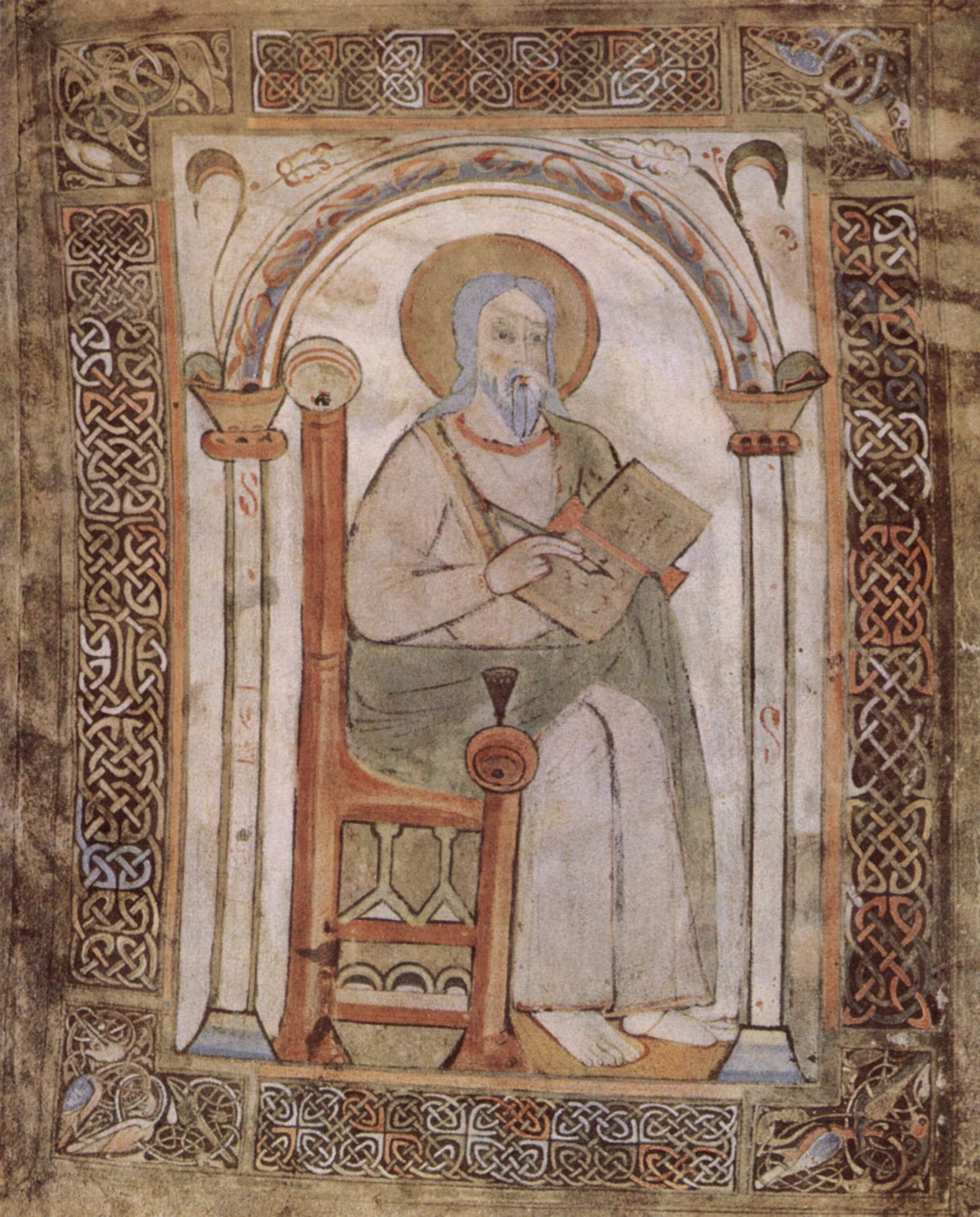
Codex Eyckensis

- Svatá Herlinda († 745) a její sestra svatá Relinda († 750), abatyše kláštera v Aldeneiku
- Jan a Hubert van Eyckové, malíři, narozeni pravděpodobně v Maaseiku (cca 1385-1441, resp. cca 1366-1426)
- Vital Borkelmans, fotbalový obránce (* 1963)
- Kristof Vliegen, tenista (* 1982)
- Max Verstappen, F1 závodník (* 1997)

## Družba
- Wegberg (Německo)
- Echt-Susteren (Nizozemsko, na protějším břehu řeky Mázy)